# Sierre-Zinal

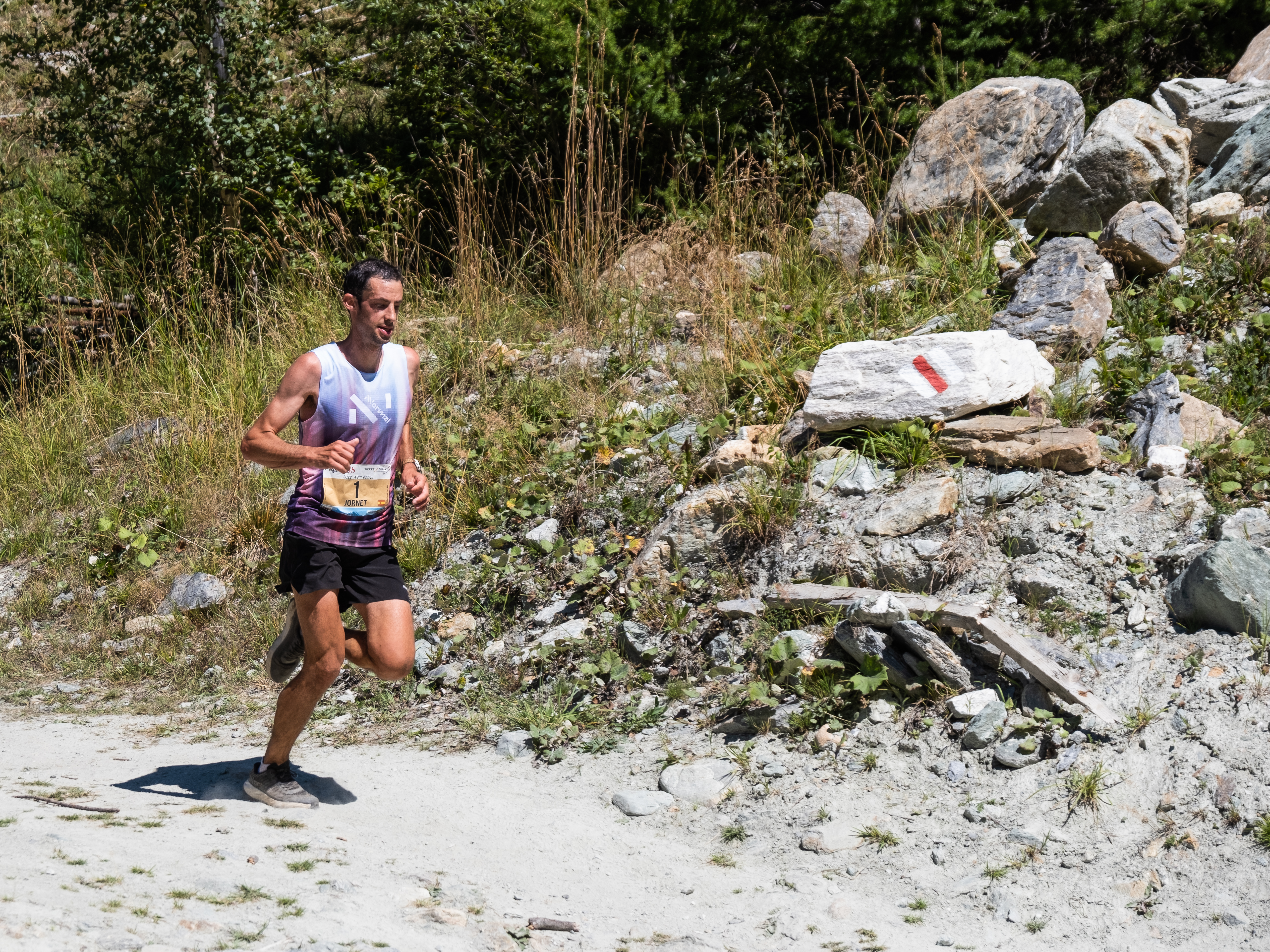
Kílian Jornet ha guanyat 9 edicions de la Sierre-Zinal

Sierre-Zinal és una cursa de muntanya de 31 km que té lloc als Alps Penins, al cantó suís de Valais, cada mes d'agost, que uneix la ciutat de Sierre i el poble de Zinal. És coneguda com la cursa dels cinc quatremils, ja que al llarg del seu recorregut són visibles cinc cims de més de quatre mil metres: Weisshorn (4506 m), Zinalrothorn (4221 m), Ober Gabelhorn (4073 m), Cerví (4478 m) i Dent Blanche (4357 m).